# 日本の公文書館一覧

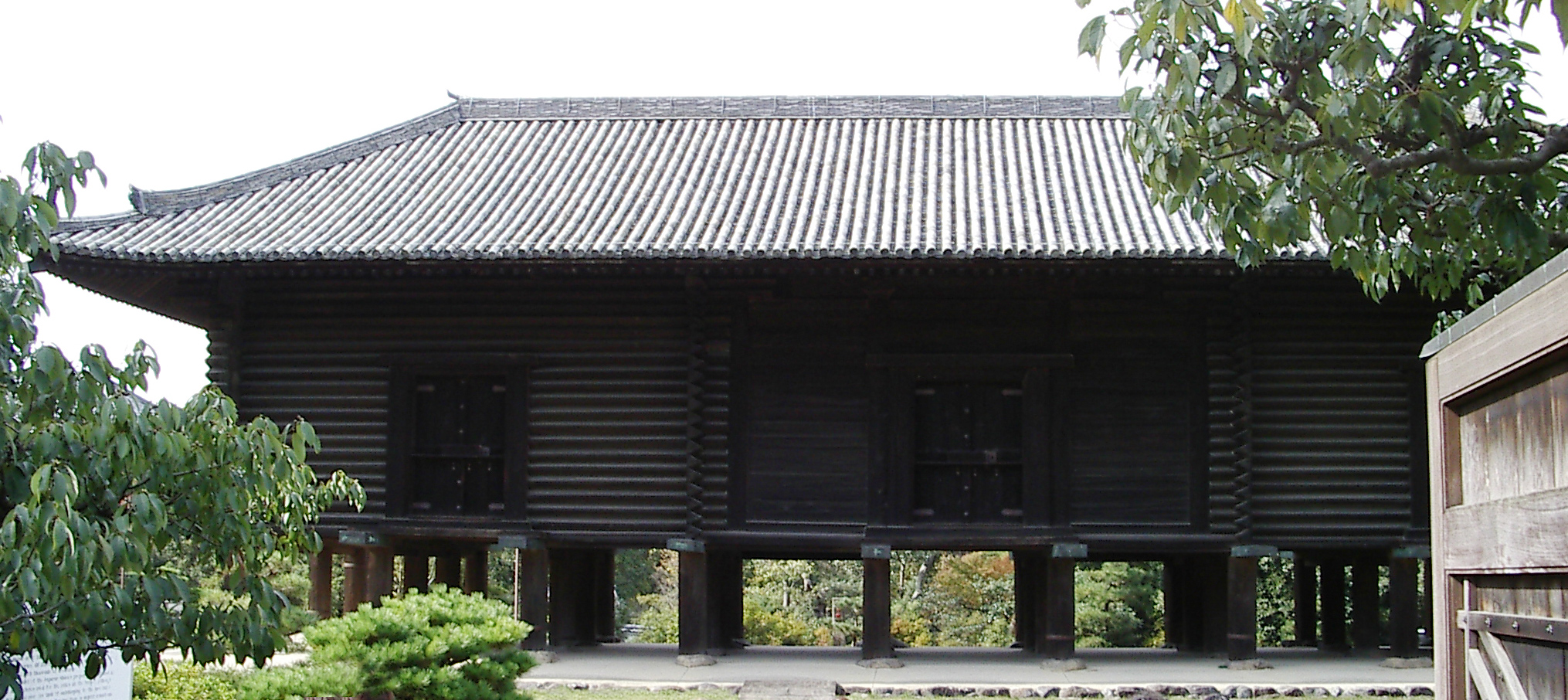
正倉院、奈良の東大寺にある8世紀の宝物殿（国宝）; 収蔵品には11,000点以上の文書がある

日本の公文書館一覧（にほんのこうぶんしょかんいちらん）は、日本にある公文書館のリストである。日本の国立公文書館によると、「公文書館は図書館、博物館とともに、文化施設として三本の柱の一つとなって」いる。

## 背景
飛鳥時代には官文殿（かんのふどの）という公文書館にあたる施設があり、正倉院には11,000点以上の文書が収蔵されていた。第二次大戦後の占領期には、1950年に図書館法が、1951年に博物館法が制定され、同じく1951年には文部省が古文書や記録を収集するために、省令で歴史文書部局の核として文部省史料館を設立した。1959年には初の公文書館として山口県文書館が設立されたが、当初から行政文書（公文書）と共に古文書の収集に努めていた。1960年代に都道府県の公文書館が埼玉県、東京都、京都府に設立され、1971年には国立公文書館が設置された。1970年代の終わりには国、都道府県、市町村のレベルで計15の公文書館が設置された。1980年代にはさらに9の県と4の政令指定都市に設置され、1987年には公文書館法が制定された。翌年6月に施行されたこの法律は、7つの条文の最初で「歴史資料としての公文書を保存し、利用に供することの重要性」を強調していた。それにもかかわらず、近年の日本の市町村の廃置分合による市町村の記録の喪失が懸念されている。

## 日本の公文書館

### 国立機関
| - 国立公文書館 - 1971年設立。公式サイト - 国立公文書館アジア歴史資料センター - 2001年設立。公式サイト - 防衛省防衛研究所戦史研究センター史料室 - 2001年設立。公式サイト - 外務省外交史料館 - 1971年設立。公式サイト | - 国文学研究資料館 - 1951年設立。公式サイト - 宮内庁書陵部 - 1869年設立。公式サイト - 日本銀行金融研究所アーカイブ - 1999年設立。公式サイト |

### 都道府県公文書館
| - 北海道立文書館 - 1985年設立。公式サイト - 青森県公文書センター - 2013年設立。公式サイト - 宮城県公文書館 – 2001年設立。公式サイト - 秋田県公文書館 - 1993年設立。公式サイト - 山形県公文書センター - 2015年設立。公式サイト - 福島県歴史資料館 - 1970年設立。公式サイト - 茨城県立歴史館 - 1973年設立。（博物館としての機能も有している）公式サイト - 栃木県立文書館 - 1986年設立。公式サイト - 群馬県立文書館 - 1982年設立。公式サイト - 埼玉県立文書館 - 1975年設立。公式サイト - 千葉県文書館 - 1988年設立。公式サイト - 東京都公文書館 - 1968年設立。公式サイト - 神奈川県立公文書館 - 1993年設立。公式サイト - 新潟県立文書館 - 1992年設立。公式サイト - 富山県公文書館 - 1987年設立。公式サイト - 福井県文書館- 2003年設立。 公式サイト - 長野県立歴史館 - 1994年設立。公式サイト - 岐阜県歴史資料館 - 1977年設立。公式サイト - 静岡県歴史的文書閲覧室 - 2009年設立。公式サイト - 愛知県公文書館 - 1986年設立。公式サイト - 三重県総合博物館 - 2014年設立。（博物館に併設）公式サイト | - 滋賀県立公文書館 - 2020年設立。公式サイト - 京都府立京都学・歴彩館 - 1963年設立。公式サイト - 大阪府公文書総合センター - 1985年設立。公式サイト - 兵庫県公館県政資料館 - 1985年設立。 公式サイト - 奈良県立図書情報館 - 2005年設立。公式サイト - 和歌山県立文書館 - 1993年設立。公式サイト - 鳥取県立公文書館 - 1990年設立。公式サイト - 島根県公文書センター - 2011年設立。公式サイト - 岡山県立記録資料館 - 2005年設立。公式サイト - 広島県立文書館 - 1988年設立。公式サイト - 山口県文書館 - 1959年設立。日本で最初の文書館。公式サイト - 徳島県立文書館 - 1990年設立。公式サイト - 香川県立文書館 - 1994年設立。公式サイト - 高知県立公文書館 - 2020年設立。公式サイト - 福岡共同公文書館 - 2012年設立。福岡市と北九州市を除く福岡県内全地方公共団体共同で設置・運営。公式サイト - 佐賀県公文書館 - 2012年設立。公式サイト - 大分県公文書館 - 1995年設立。公式サイト - 宮崎県文書センター - 公式サイト - 沖縄県公文書館 - 1995年設立。公式サイト |

### 政令指定都市公文書館
| - 札幌市公文書館 - 2013年設立。公式サイト - 仙台市公文書館 - 2023年設立。仙台市のページ - 新潟市文書館 - 2022年設立。新潟市のページ - 川崎市公文書館 - 1984年設立。公式サイト - 相模原市立公文書館 - 2014年設立。公式サイト - 静岡市公文書館 – 1994年設立。目録検索システム - 名古屋市市政資料館- 1989年設立。 建物は国の重要文化財。公式サイト | - 大阪市公文書館 - 1988年設立。公式サイト - 神戸市文書館 - 1989年設立。公式サイト - 広島市公文書館 - 1977年設立。公式サイト - 北九州市立文書館 - 1989年設立。公式サイト - 福岡市総合図書館文書資料部門 - 1996年設立。公式サイト - 熊本市歴史文書資料室 - 2004年設立。公式サイト - 横浜市史資料室 国立公文書館の「関連リンク」中の公文書館一覧には記載がないが、横浜市の歴史的公文書を保存・公開する公文書館機能も担っている。公式サイト |

### 市区町村公文書館
| - 秋田県 大仙市アーカイブズ - 2017年設立。公式サイト - 秋田県 横手市公文書館 - 2020年設立。公式サイト - 茨城県 常陸大宮市文書館 - 2014年設立。 公式サイト - 栃木県 小山市文書館 - 2007年設立。 公式サイト - 栃木県 芳賀町総合情報館\|文書館 - 2008年設立。 公式サイト - 群馬県 中之条町歴史と民俗の博物館「ミュゼ」 - 2011年設立。 公式サイト - 埼玉県 久喜市公文書館 - 1993年設立。 公式サイト - 埼玉県 八潮市立資料館 - 1989年設立。 公式サイト - 埼玉県 戸田市アーカイブズセンター - 2009年設立。 公式サイト - 東京都 板橋区公文書館 - 2000年設立 公式サイト - 東京都 府中市ふるさと府中歴史館 - 2011年設立。 公式サイト - 東京都 武蔵野市武蔵野ふるさと歴史館 - 2014年設立。 公式サイト - 神奈川県 藤沢市文書館 - 1974年設立。 公式サイト - 神奈川県 寒川文書館 - 2006年設立。 公式サイト - 新潟県 上越市公文書センター – 2005年設立。 2011年改称 公式サイト - 新潟県 長岡市立中央図書館文書資料室 - 1998年設立。 公式サイト - 富山県 富山市公文書館 - 2010年設立。 公式サイト - 長野県 長野市公文書館 - 2007年設立。 公式サイト - 長野県 松本市文書館 - 2014年設立。 公式サイト - 長野県 上田市公文書館 - 2019年設立。 公式サイト - 長野県 安曇野市文書館 - 2018年設立。 公式サイト - 長野県 東御市文書館 - 2018年設立。2024年4月1日から臨時休館。 公式サイト - 長野県 須坂市文書館 - 2018年設立。 公式サイト - 長野県 小布施町文書館 - 2013年設立。 公式サイト - 長野県 長和町文書館 - 2019年設立。 公式サイト | - 岐阜県 高山市公文書館 – 2010年設立。 公式サイト - 静岡県 磐田市歴史文書館 – 2008年設立。 公式サイト - 愛知県 豊田市公文書管理センター - 2013年設立。公式サイト - 愛知県 大府市歴史的公文書保存書庫（大府市歴史民俗資料館内に併設） - 2015年設立。歴史的公文書等利用請求制度\|大府市 - 滋賀県 守山市公文書館 - 2000年設立。公文書館（事業内容）\|守山市 - 滋賀県 東近江市公文書センター - 2009年設立。公式サイト - 兵庫県 尼崎市立歴史博物館あまがさきアーカイブズ（旧：尼崎市立地域研究史料館） - 1975年設立。 公式サイト - 山口県 下関市文書館 - 1967年設立。下関市立長府図書館附属 公式サイト - 香川県 高松市公文書館 - 2015年設立。 公式サイト - 香川県 三豊市文書館 - 2010年設立。 公式サイト - 愛媛県 西予市城川文書館 公式サイト - 福岡県 柳川市柳川古文書館 - 1985年設立。 公式サイト - 福岡県 太宰府市公文書館 - 2014年設立 公式サイト - 熊本県 天草市立天草アーカイブズ - 2002年設立。旧名 本渡市天草アーカイブズ 公式サイト - 沖縄県 中頭郡北谷町公文書館 – 1992年設立 公式サイト |